# Éditions de l'Arbre
Pour la maison d'édition canadienne disparue, voir Robert Charbonneau et Claude Hurtubise.
Les Éditions de l'Arbre sont une maison d'édition franco-belge et francophone créée en 2005 et basée à Bruxelles et à Paris.

## Historique
Fondée en 2005 par le publicitaire et comédien Frédéric Bilquin, cette maison, installée à sa création à la fois en Belgique et en France, a axé sa production sur l'édition d'ouvrages de société, de témoignages et d'histoire. Aujourd'hui[Quand ?], deux équipes, l'une à Bruxelles, l'autre à Paris travaillent en parallèle.
Les Éditions de l'Arbre sont devenues en 2007 l'éditeur de la princesse Léa de Belgique, belle-sœur du roi Albert II et épouse de son demi-frère le prince Alexandre de Belgique, à travers la publication du livre Le Prince Alexandre, un prince méconnu. Cette maison d'éditions a déposé le bilan et est en faillite depuis 2015. 